# Oscar Lepoivre
Oscar Emile Lepoivre (Lens, 20 maart 1811 - Chièvres, 18 september 1900) was een Belgisch senator.

## Levensloop
Lepoivre was een zoon van de burgemeester en vrederechter Alphonse Lepoivre en van Marie-Thérèse Jean. Hij trouwde met Louise Vansnick.
Hij promoveerde tot doctor in de rechten (1835) aan de Universiteit van Luik en werd vrederechter in Chièvres (1838-1879).
Hij was politiek actief als:
- provincieraadslid voor Henegouwen (1840-1848),
- gemeenteraadslid en schepen in Lens (1840-1841),
- gemeenteraadslid in Chièvres (1843-1848),
- liberaal senator voor het arrondissement Aat van 1879 tot 1884.